# Tulburare de personalitate schizoidă
Tulburarea de personalitate schizoidă este o tulburare de personalitate care se caracterizează prin lipsa interesului pentru relațiile sociale, tendința spre un stil de viață solitar sau acoperit, secretomanie, răceală emoțională, detașare și apatie. Indivizii afectați pot fi incapabili să formeze atașamente intime față de alții și în acel timp pot avea o lume fanstastică bogată și elaborată, dar exclusiv internă. Alte trăsături asociate sunt vorbitul nenatural, lipsa plăcerii ce ar trebui să rezulte din cele mai multe activități, simțământul că ești mai degrabă un „observator” decât un participant la viață, incapacitatea de a tolera așteptările emoționale ale celorlalați, indiferența aparentă când ești lăudat sau criticat, un nivel de asexualitate și convingeri politice și morale idiosincrasice. În mod normal, simptomele încep să apară copilăria târzie sau în adolescență.
Cauza TPS nu este nelămurită, dar există o anumită evidență a unor legături și a unui risc genetic împărtășit între TPS, alte tulburări de personalitate din clusterul A (precum tulburarea de personalitate schizotipală) și schizofrenie. Așadar, TPS este considerată a fi o „tulburare de personalitate asemănătoare schizofreniei”. Este diagnosticată prin observație clinică și poate fi foarte dificil de deosebit TPS de alte tulburări mentale (precum sindromul Asperger, cu care se poate uneori suprapune).
Eficiența tratamentelor psihoterapeutice și farmacologice pentru această tulburare trebuie încă investigate în mod sistematic și empiric, întrucât persoanele cu TPS rar caută tratament pentru condiția lor. Inițial, doze mici de antipsihotice atipice erau de asemenea utilizate pentru tratarea TPS, dar deja nu mai sunt recomandate. Amfetamina bupropionă ar putea fi utilizată pentru tratarea anhedoniei asociate. În orice caz, nu există o practică generală de a trata TPS cu medicamente, cu excepția cazurilor de tratament pe termen scurt a tulburărilor acute care au loc în același timp (e.g. depresia). Terapiile prin vorbire precum terapia cognitiv comportamentală (TCC) pot să nu fie eficiente, deoarece persoanelor cu TPS le poate lua timp să formeze o relație bună de lucru cu un terapeut. 
TPS este o tulburare puțin studiată și sunt puține date clinice despre TPS deoarece este rar întâlnită în cadre clinice. În general, studiile au raportat o prevalență de mai puțin de 1% (câteva estimează că ar fi de aproximativ 4%). Apare mai des în rândul persoanelor de sex masculin decât a celor de sex feminin. TPS are legătură cu rezultate negative, o funcționare generală redusă chiar după 15 ani și unul dintre cele mai mici nivele de „succes în viață” dintre toate tulburările de personalitate (conform măsurătorii „statutului, prosperității și relațiilor de succes”). E un fapt comun ca indivizii schizoizi să aibă de-a face cu fenomenul de bullying. Sinuciderea ar putea fi un subiect mental în desfășurare la indivizii schizoizi, deși efectiv nu sunt înclinați să o facă în realitate. Unele simptome ale TPS (e.g. stilul de viață solitar și detașarea emoțională), în orice caz, au fost declarate factori generali de risc pentru comportament suicidar.

## Semne și simptome
Persoanele cu TPS sunt adesea distante, reci și indiferente, ceea ce le cauzează dificultăți interpersonale. Cei mai mulți indivizi diagnosticați cu TPS au probleme în a forma relații personale sau în a-și exprima clar emoțiile. Pot rămâne pasivi în fața unor situații nefavorabile. Comunicarea lor cu alți oameni ar putea fi indiferentă sau concisă din când în când. Tipurile de personalitate schizoidă sunt provocate să obțină abilitatea de a aprecia impactul acțiunilor lor în situațiile sociale.
Când cineva violează spațiul personal al individului cu TPS, aceasta îl sufocă și încearcă să se elibereze pentru a deveni independent. Persoanele cu TPS tind să fie mai fericite când în relații partenerul lor pune asupra lor puține cereri emoționale sau intime și nu are așteptări fatice sau sociale. Nu vor neapărat să-i evite pe oameni, ci așteptările emoționale negative sau pozitive, intimitatea emoțională și autodezvăluirea. Așadar, este posibil ca indivizii cu TPS să formeze relații cu alții bazate pe activități intelectuale, fizice, familiale, ocupaționale și recreaționale, atâta timp cât nu este nevoie de intimitate emoțională. Donald Winnicott explică aceasta prin faptul că indivizii schizoizi preferă să formeze relații potrivit propriilor lor principii și nu potrivit principiilor imboldurilor altor oameni. Eșuând în a obține aceasta, preferă izolarea. În general, prietenia dintre schizoizi se limitează de obicei la o singură persoană, adesea de asemenea schizoidă, formând ceea ce este numit uniune a doi eccentrici; „în cadrul ei - cultul extatic al personalității, în afara ei - totul este desconsiderat și respins tăios”.
Deși există o credință că oamenii cu tulburare de personalitate schizoidă sunt mulțumiți de sine și inconștienți de propriile simțiri, mulți recunosc diferențele lor față de alții. Unii indivizi cu TPS care se tratează spun că „viața trece pe lângă ei” sau că se simt de parcă ar trăi în cadrul unei coji; se văd pe ei înșiși că „pierd autobuzul” și spun că observă viața de la distanță.
Aaron Beck și colegii săi susțin că persoanele cu TPS par să se simtă comfortabil în modul lor de viață distant și se consideră mai degrabă observatori decât participanți la lumea din jurul lor. Dar de asemenea menționează că mulți dintre pacienții lor schizoizi se recunosc ca fiind devianți din punct de vedere social când au de-a face cu viețile diferite ale oamenilor obișnuiți - în special când citesc cărți sau privesc filme care se concentrează pe relații. Chiar și când indivizii schizoizi nu ar putea avea dorință puternică pentru intimitate, ei pot deveni obosiți să fie „în afară, uitându-se înăuntru”. Aceste simțăminte pot duce la depresie sau depersonalizare. Dacă fac astfel, persoanele schizoide adesea experimetează simțământul de a fi „ca un robot” sau de „a trece prin viață ca printr-un vis”.
Potrivit lui Guntrip, Klein și altora, persoanele cu TPS ar putea avea un simț ascuns de superioritate și le lipsește dependența de opiniile oamenilor. Acest fapt este foarte diferit de grandoarea văzută la tulburarea de personalitate narcisică, care este descrisă ca fiind „împovărată cu invidie” și cu o dorință a distruge sau a înjosi pe alții. În plus, schizoizii nu se dau peste cap pentru a obține validare socială.:60 Spre deosebire de narcisist, schizoidul adesea își va păstra creațiile în privat pentru a evita atenția nebinevenită sau simțământul că ideile și gândurile lor sunt apropriate de către public.:174
Despre tulburările înrudite, anume tulburarea de personalitate schizotipală și schizofrenie, se spune că au legătură cu gândirea creativă și se speculează că fantezia internă a tulburării de personalitate schizoidă ar putea avea de asemenea legătură cu acest tip de gândire. Pe de altă parte, este o mare contribuție a persoanelor cu simptome schizoide la știință și domenii teoretice ale cunoașterii, precum matematica, fizica, economia, etc. În același timp, persoanele cu TPS sunt neajutorate în cazul multor activități practice din cauza simptomelor lor.

### Schizoizii secreți
Mulți schizoizi secreți afișează o personalitate implicată și interactivă, fapt ce contrazice trăsăturile observabile prezentate de definițiile din DSM-5 și ICD-10 ale personalității schizoide. Guntrip (utilizând ideile lui Klein, Fairbairn și Winnicott) îi clasifică pe acești indivizi ca „schizoizi secreți”, care se comportă de parcă ar fi disponibili social și implicați deși rămân retrași emoțional și sechestrați în cadrul siguranței lumii interne.:17 Klein distinge între TPS „clasică” și TPS „secretă”, care are loc „la fel de des” ca și cealaltă. Klein avertizează să nu se greșească în a identifica persoana schizoidă ca rezultat al interacțiunii defensive și compensatorii a pacientului cu lumea exterioară. El sugerează persoana trebuie întrebată care este experiența ei subiectivă, să detecteze prezența refuzului schizoidului de a avea intimitate emoțională și a preferinței pentru faptul obiectiv.
Adesea, funcționarea socială a individului schizoid se dezvoltă, uneori în mod radical, când individul știe că el sau ea este un participant anonim la o conversație sau corespondență în timp real, e.g. într-o camerâ online de chat sau la o tablâ de mesaje. Într-adevăr, adesea corespondența online a individului nu va manifesta nimic greșit în ce privește acțiunea și afectul individului. Un studiu din 2013 cu privire la tulburările de personalitate a constatat că a fi online mai multe ore pe zi prezice semne ale TPS. În plus, TPS corelează cu o mai puțină utilizare a telefonului și mai puțini prieteni pe Facebook.